# Krzywiec (powiat mrągowski)
Krzywiec (dawniej niem. Klein Krummendorf) – kolonia w Polsce, w województwie warmińsko-mazurskim, w powiecie mrągowskim, w gminie Mrągowo.
Do 31 grudnia 2023 miejscowość była częścią wsi Krzywe.
Osada położona na wschodnim brzegu jeziora Krzywego, przy drodze ze wsi Krzywe do wsi Brejdyny.

## Historia
Osada powstała w 1838 r. jako wybudowanie w obrębie gruntów wsi Krzywe. W 1900 r. był to folwark, należący do majątku ziemskiego Szklarnia (Glashutte) i należał Wilhelma Wegnera. Specjalizował się w hodowli bydła i posiadał gorzelnię.
W 1973 r. Krzywiec należał do sołectwa Krzywe.